# 227
El año 227 (CCXXVII) fue un año común comenzado en lunes del calendario juliano, en vigor en aquella fecha.
En el Imperio romano el año fue nombrado como el del consulado de Seneción y Fulvio o, menos comúnmente, como el 980 Ab urbe condita, siendo su denominación como 227 posterior, de la Edad Media, al establecerse el Anno Domini.

## Acontecimientos

### Europa
- Irlanda: comienza el reinado del alto rey Cormac mac Airt (fecha aproximada).
- Imperio romano: Seyo Salustio es ejecutado por intento de asesinato de su yerno, el emperador Alejandro Severo. La hija de Salustio, y esposa de Alejandro, Salustia Orbiana, es exiliada en Libia.

### Asia
- Persia se anexiona toda Partia.

## Nacimientos
- Herenio Etrusco, emperador romano.

## Fallecimientos
- Artabán IV, rey de los partos.